# إستيفن
إستيفن (بالإنجليزية: Estevan) هي ثامن أكبر مدينة في مقاطعة ساسكاتشوان في كندا. موقعها في المقاطعة هو أقصى الجنوب باتجاه الشرق أكثر، مما يعني أنها قريبة لحدود الولايات المتحدة. بلغ عدد سكان المدينة عام 2006 بنحو 10,084 نسمة.

## المناخ
يظهر الجدول التالي التغييرات المناخية على مدار السنة لإستيفن:
| البيانات المناخية لـإستيفن         | البيانات المناخية لـإستيفن | البيانات المناخية لـإستيفن | البيانات المناخية لـإستيفن | البيانات المناخية لـإستيفن | البيانات المناخية لـإستيفن | البيانات المناخية لـإستيفن | البيانات المناخية لـإستيفن | البيانات المناخية لـإستيفن | البيانات المناخية لـإستيفن | البيانات المناخية لـإستيفن | البيانات المناخية لـإستيفن | البيانات المناخية لـإستيفن | البيانات المناخية لـإستيفن |
| الشهر                              | يناير                      | فبراير                     | مارس                       | أبريل                      | مايو                       | يونيو                      | يوليو                      | أغسطس                      | سبتمبر                     | أكتوبر                     | نوفمبر                     | ديسمبر                     | المعدل السنوي              |
| ---------------------------------- | -------------------------- | -------------------------- | -------------------------- | -------------------------- | -------------------------- | -------------------------- | -------------------------- | -------------------------- | -------------------------- | -------------------------- | -------------------------- | -------------------------- | -------------------------- |
| الدرجة القصوى قرينة الرطوبة        | 11.2                       | 16.8                       | 23.0                       | 31.6                       | 37.6                       | 43.5                       | 52.0                       | 44.1                       | 38.9                       | 33.3                       | 21.5                       | 12.8                       | 52.0                       |
| الدرجة القصوى °م (°ف)              | 11.4 (52.5)                | 17.0 (62.6)                | 26.1 (79.0)                | 32.2 (90.0)                | 38.7 (101.7)               | 39.1 (102.4)               | 43.3 (109.9)               | 41.1 (106.0)               | 38.3 (100.9)               | 33.3 (91.9)                | 22.1 (71.8)                | 15.6 (60.1)                | 43.3 (109.9)               |
| متوسط درجة الحرارة الكبرى °م (°ف)  | −8.2 (17.2)                | −5.3 (22.5)                | 1.5 (34.7)                 | 12.2 (54.0)                | 18.6 (65.5)                | 23.0 (73.4)                | 26.4 (79.5)                | 26.1 (79.0)                | 20.0 (68.0)                | 11.7 (53.1)                | 1.3 (34.3)                 | −6.5 (20.3)                | 10.1 (50.2)                |
| المتوسط اليومي °م (°ف)             | −13.7 (7.3)                | −10.7 (12.7)               | −3.8 (25.2)                | 5.3 (41.5)                 | 11.5 (52.7)                | 16.5 (61.7)                | 19.4 (66.9)                | 18.6 (65.5)                | 12.6 (54.7)                | 5.1 (41.2)                 | −4.1 (24.6)                | −11.8 (10.8)               | 3.7 (38.7)                 |
| متوسط درجة الحرارة الصغرى °م (°ف)  | −19.2 (−2.6)               | −16.1 (3.0)                | −9.1 (15.6)                | −1.6 (29.1)                | 4.3 (39.7)                 | 9.8 (49.6)                 | 12.3 (54.1)                | 11.1 (52.0)                | 5.1 (41.2)                 | −1.6 (29.1)                | −9.4 (15.1)                | −17.1 (1.2)                | −2.6 (27.3)                |
| أدنى درجة حرارة °م (°ف)            | −46.7 (−52.1)              | −46.7 (−52.1)              | −36.7 (−34.1)              | −25.0 (−13.0)              | −10.6 (12.9)               | −3.9 (25.0)                | −0.6 (30.9)                | −3.3 (26.1)                | −11.1 (12.0)               | −21.5 (−6.7)               | −32.8 (−27.0)              | −39.5 (−39.1)              | −46.7 (−52.1)              |
| أدنى درجة حرارة تبريد الرياح       | −55.5                      | −60.0                      | −50.5                      | −35.0                      | −17.7                      | −7.7                       | 0.0                        | −4.0                       | −13.0                      | −31.2                      | −43.8                      | −55.4                      | −60.0                      |
| الهطول مم (إنش)                    | 18.4 (0.72)                | 14.1 (0.56)                | 22.1 (0.87)                | 23.7 (0.93)                | 56.2 (2.21)                | 74.8 (2.94)                | 67.5 (2.66)                | 51.7 (2.04)                | 36.1 (1.42)                | 28.0 (1.10)                | 17.5 (0.69)                | 17.1 (0.67)                | 427.0 (16.81)              |
| معدل هطول الأمطار مم (إنش)         | 0.67 (0.03)                | 1.2 (0.05)                 | 7.1 (0.28)                 | 16.3 (0.64)                | 52.1 (2.05)                | 74.8 (2.94)                | 67.5 (2.66)                | 51.7 (2.04)                | 35.7 (1.41)                | 20.4 (0.80)                | 3.7 (0.15)                 | 0.49 (0.02)                | 331.6 (13.06)              |
| متوسط تساقط الثلوج سم (إنش)        | 22.2 (8.7)                 | 15.3 (6.0)                 | 16.5 (6.5)                 | 7.9 (3.1)                  | 4.0 (1.6)                  | 0.05 (0.02)                | 0.0 (0.0)                  | 0.0 (0.0)                  | 0.47 (0.19)                | 7.7 (3.0)                  | 16.4 (6.5)                 | 20.1 (7.9)                 | 110.7 (43.6)               |
| متوسط أيام هطول الأمطار (≥ 0.2 mm) | 10.1                       | 8.1                        | 8.9                        | 8.1                        | 11.5                       | 13.5                       | 11.1                       | 10.0                       | 9.0                        | 7.7                        | 7.7                        | 10.6                       | 116.4                      |
| متوسط الأيام الممطرة (≥ 0.2 mm)    | 0.63                       | 0.87                       | 3.1                        | 5.9                        | 11.1                       | 13.5                       | 11.1                       | 10.0                       | 8.8                        | 5.9                        | 1.9                        | 0.87                       | 73.7                       |
| متوسط الأيام المثلجة (≥ 0.2 cm)    | 10.8                       | 8.4                        | 7.1                        | 3.2                        | 0.97                       | 0.03                       | 0.0                        | 0.0                        | 0.37                       | 2.4                        | 6.8                        | 11.4                       | 51.6                       |
| ساعات سطوع الشمس الشهرية           | 113.8                      | 135.9                      | 178.6                      | 230.1                      | 257.3                      | 276.2                      | 324.8                      | 292.8                      | 213.2                      | 170.8                      | 111.6                      | 99.2                       | 2٬404٫3                    |
| نسبة وصول أشعة الشمس               | 42.2                       | 47.5                       | 48.6                       | 56.0                       | 54.3                       | 57.0                       | 66.4                       | 65.6                       | 56.2                       | 50.9                       | 40.5                       | 38.6                       | 52.0                       |
| المصدر: Environment Canada         |                            |                            |                            |                            |                            |                            |                            |                            |                            |                            |                            |                            |                            |

## أعلام
- أرنولد ريتشاردسون
- روس كينغ
- مينه فورسيث
- أندرو دايفيد إيرفاين
- تود كيرنز